# Doggy Dogg World
Doggy Dogg World é terceiro single do rapper Snoop Doggy Dogg para o seu primeiro álbum de estúdio Doggystyle, o single conta com a participação do grupo de R&B e Soul Music The Dramatics e dos integrantes do grupo de Rap Tha Dogg Pound (Kurupt e Daz Dillinger), e também conta com a participação de Nancy Fletcher no refrão.

## Desempenho nas paradas
| Paradas (1994)                               | Melhor posição |
| -------------------------------------------- | -------------- |
| Estados Unidos (Billboard Hot 100 Airplay)   | 46             |
| Estados Unidos (Billboard Rhythmic)          | 19             |
| Estados Unidos (Billboard R&B/Hip-Hop Songs) | 25             |
| Estados Unidos (Billboard Hot Rap Songs)     | 4              |
| Reino Unido (UK Singles Chart)               | 32             |